# قوس النصر (باريس)
قوس النصر (بالفرنسية: Arc de Triomphe) هو قوس يقع على رأس طريق الشانزلزيه بباريس في فرنسا وهو طريق مزين بالأشجار. وهو في ميدان شارل ديغول، ميدان النجمة سابقاً وهو ملتقى 12 طريقاً.
بدأ العمل في قوس النصر في بداية القرن التاسع عشر، وأراده نابليون بونابرت رمزاً يخلد انتصارات الجيوش الإمبراطورية. إلا أن إنجازه الفعلي تم عام 1836 زمن لويس فيليب الأول.

## التصميم
قام بتصميم القوس الذي يبلغ ارتفاعه 49,50 متر المهندس شالغران على هضبة (شايو) ليكّون مركز نجمة تنطلق منها خمس جادات رئيسية، أضيفت إليها فيما بعد، أثناء إعادة تخطيط العاصمة على يد البارون هوسمان سبع جادات كبري (1854). تحمل جدرانه الداخلية 660 اسما من أسماء قادته العسكريين، و158 من أسماء انتصاراته. كما أقام الفرنسيون بعد الحرب العالمية الأولى، قبرًا للجندي المجهول بشعلة دائمة أسفل القوس تخليداً لذكراه.
يعتبر القوس وُجهَة سياحية مهمة للسياح في باريس ونستطيع الصعود إلى سطحه ببطاقة نأخذها من الطابق السفلي الذي نستطيع أن نصل إليه من نفق خاص من شارع الشانزليزيه.
يلتقي عنده المترو 1 و 2 و6 والقطار A .

## منحوتات

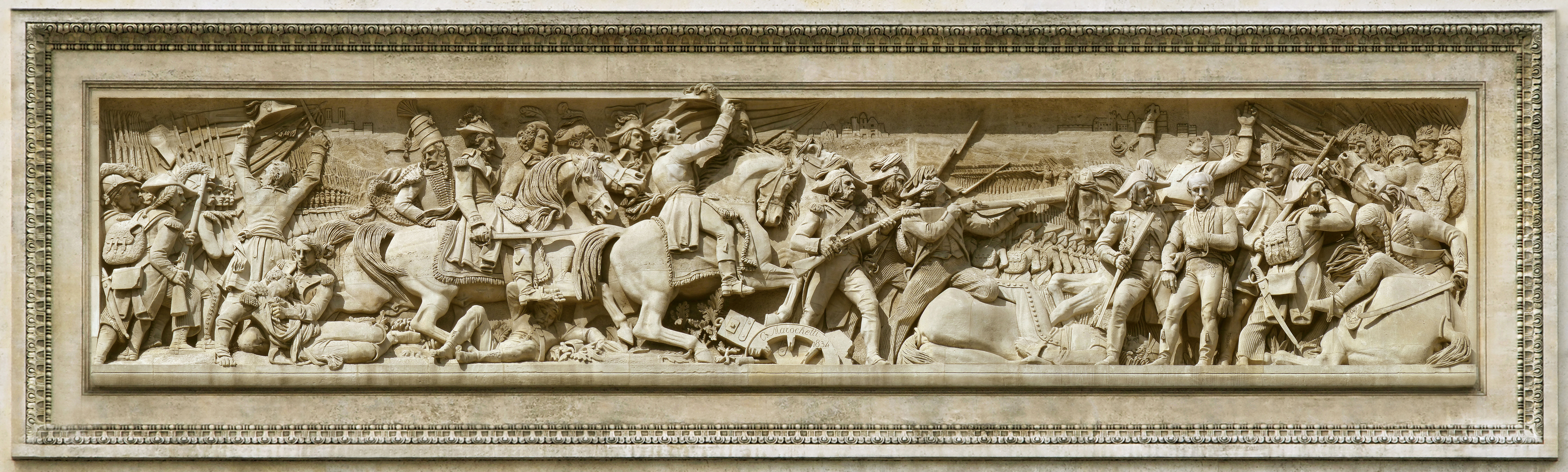
معركة جيماب
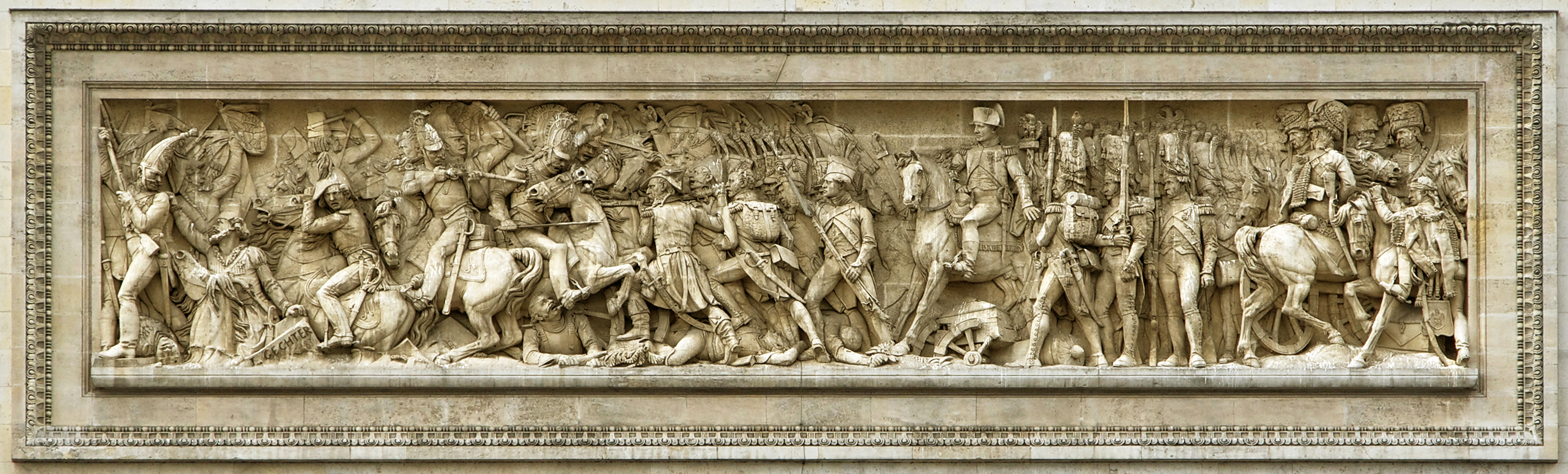
معركة أوسترليتز

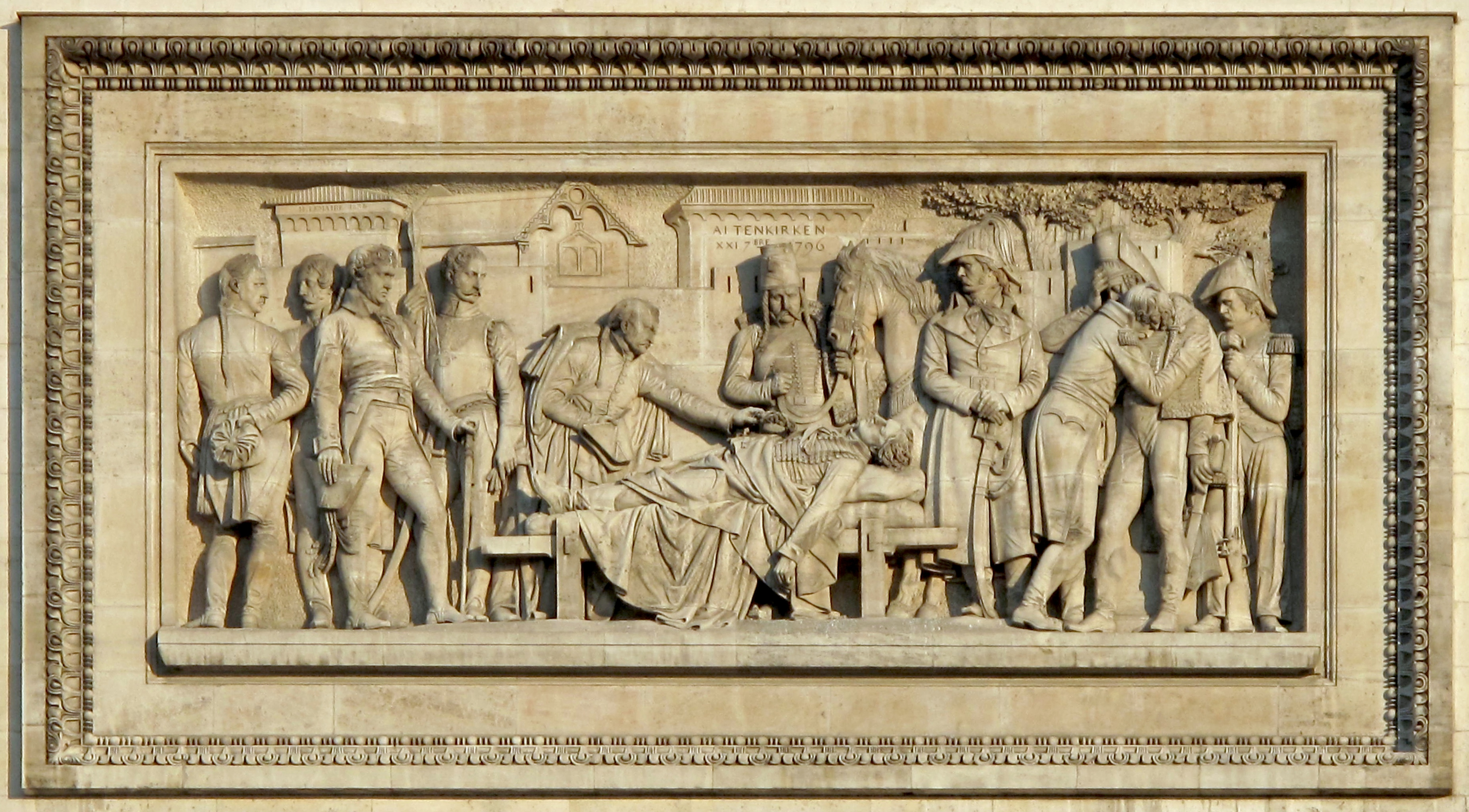
جنازة الجنرال مارسو
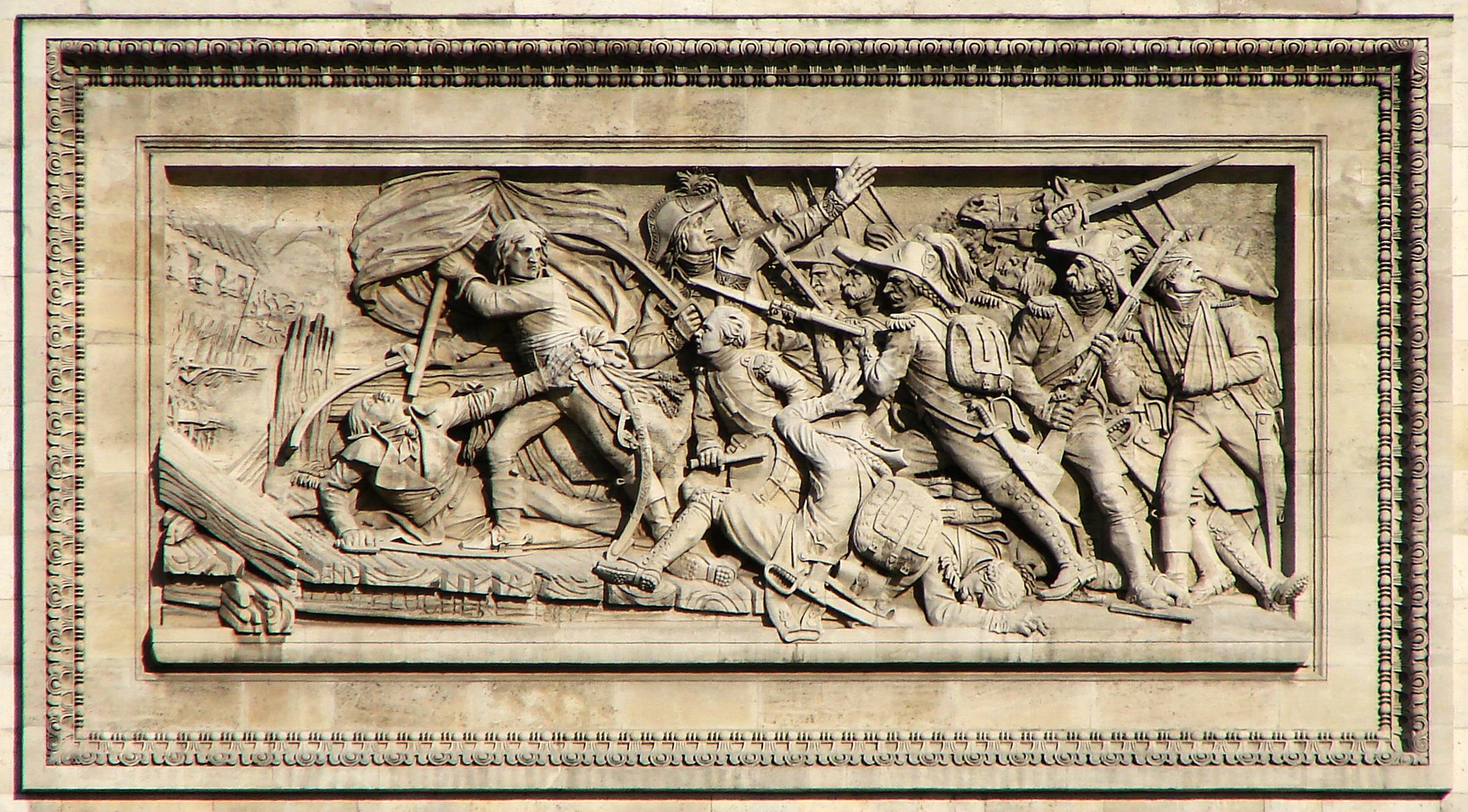
معركة أركول
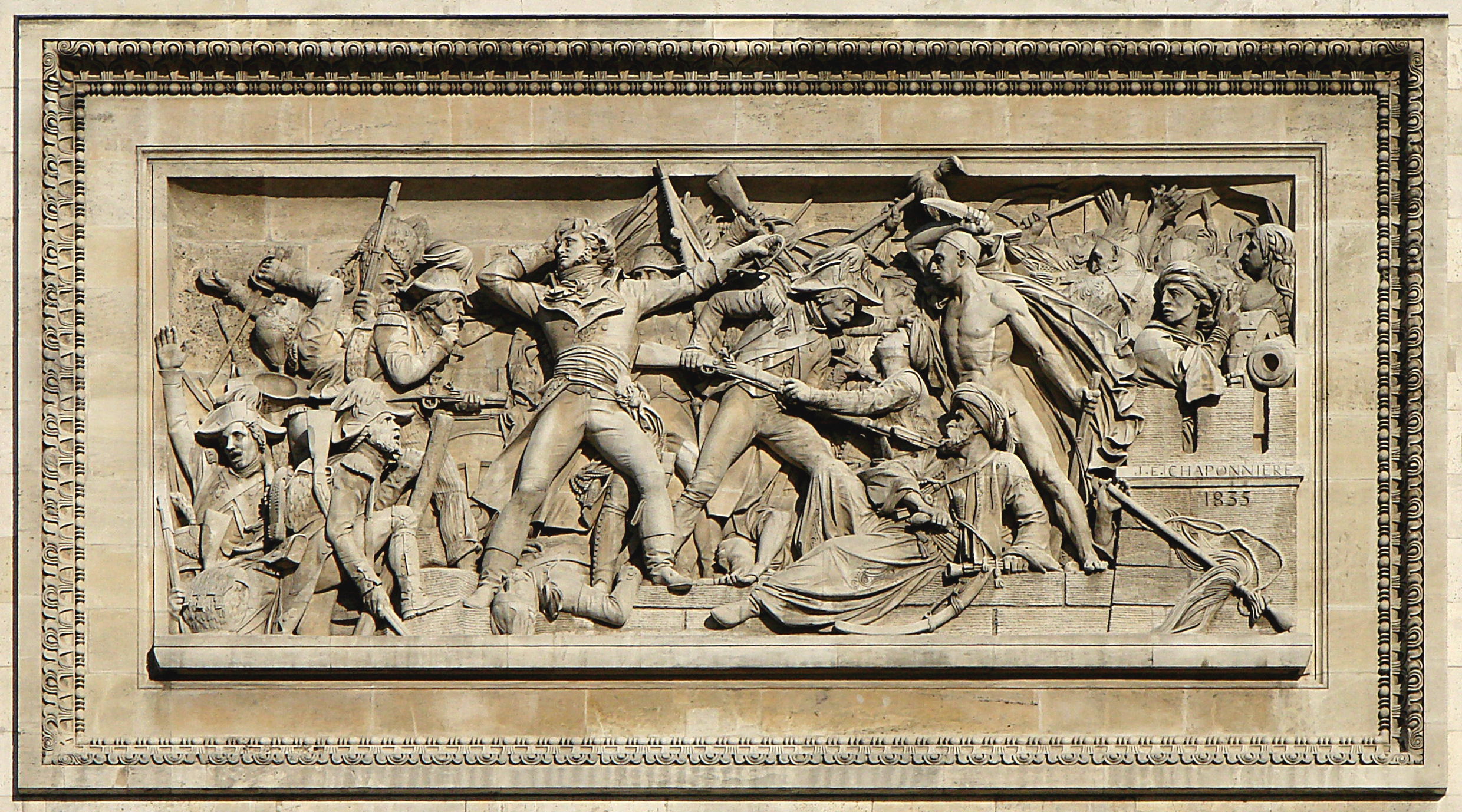
فتح الإسكندرية
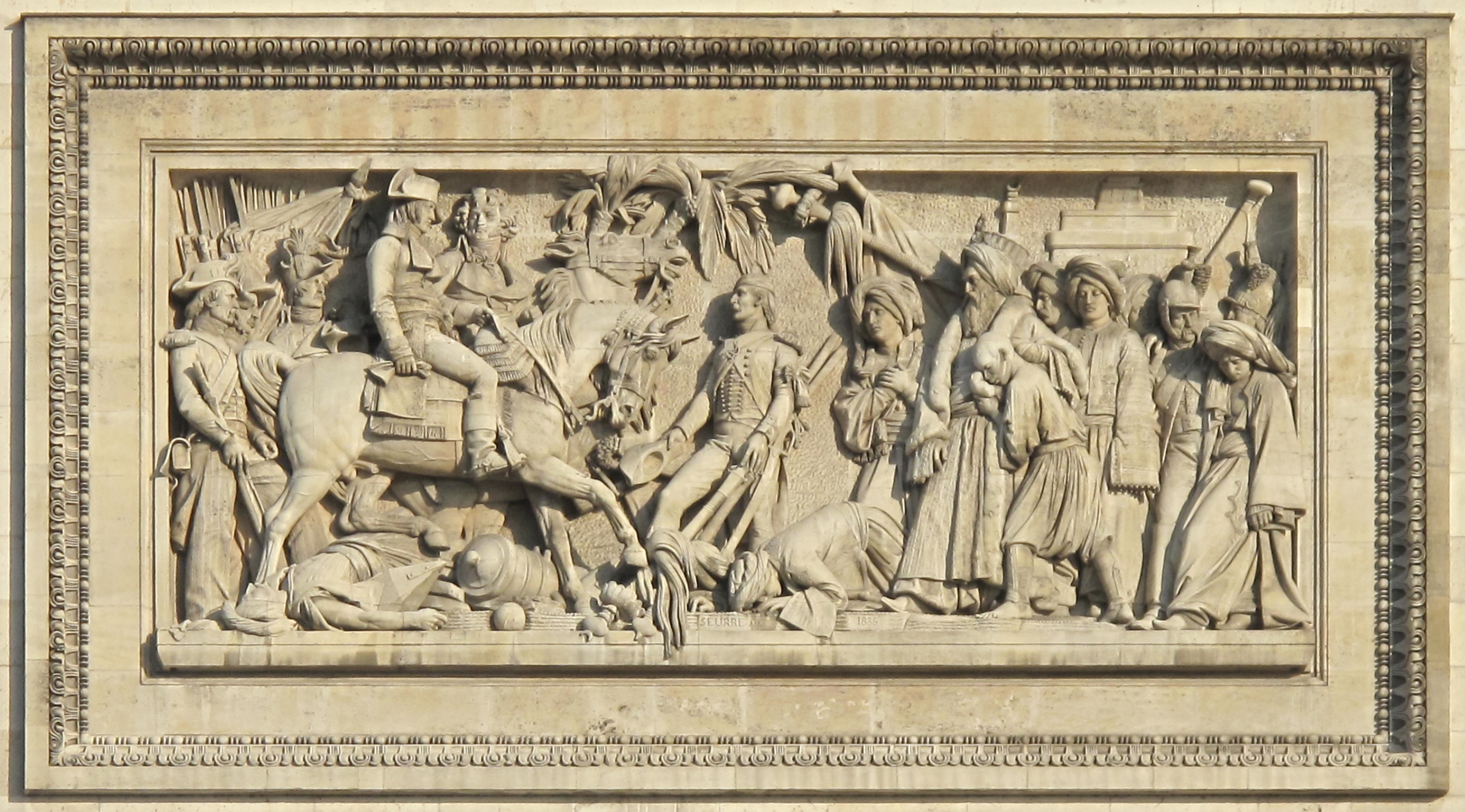
معركة أبي قير الأولى

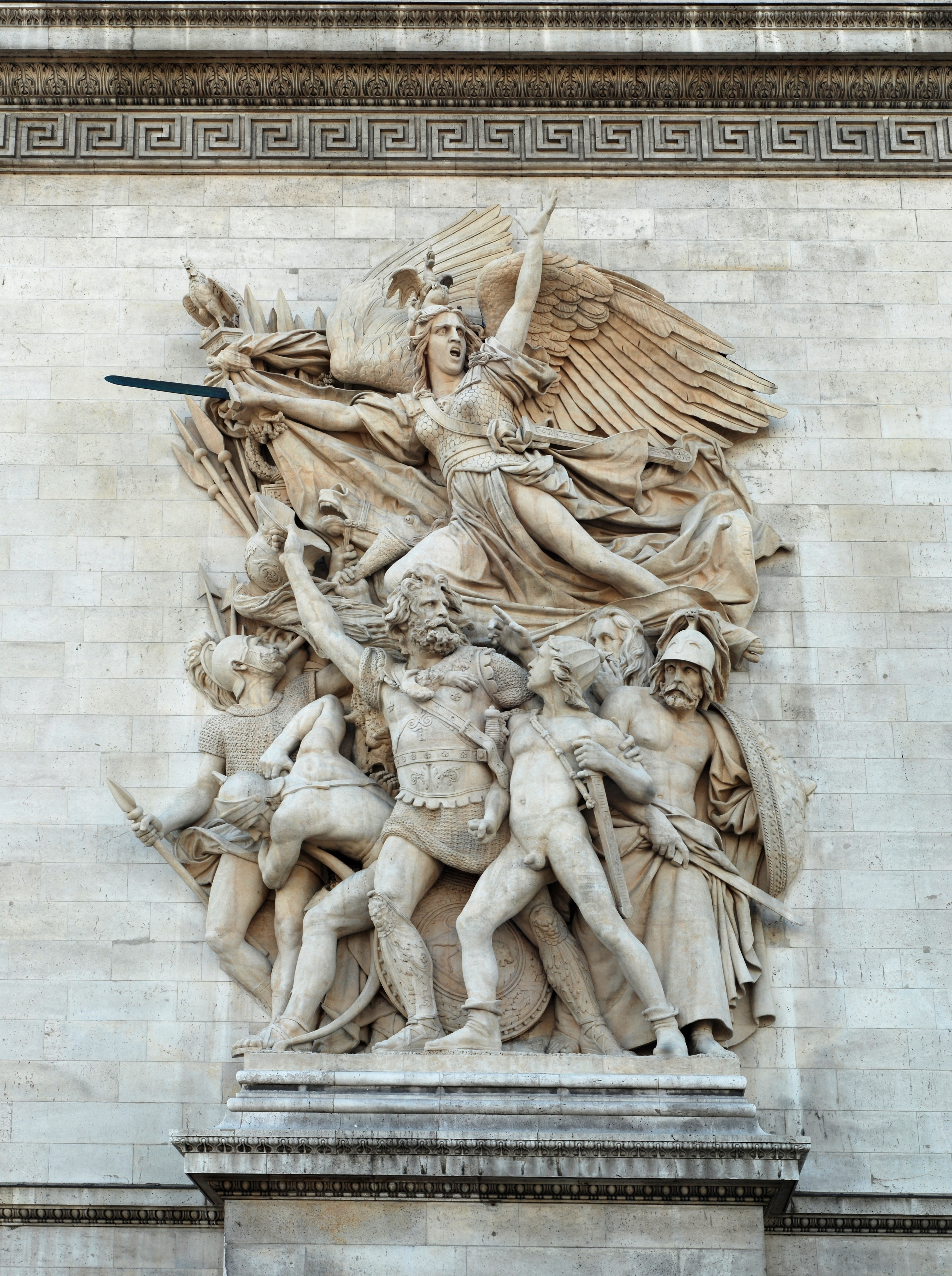
رحيل عام 1792 (لامارسييز)
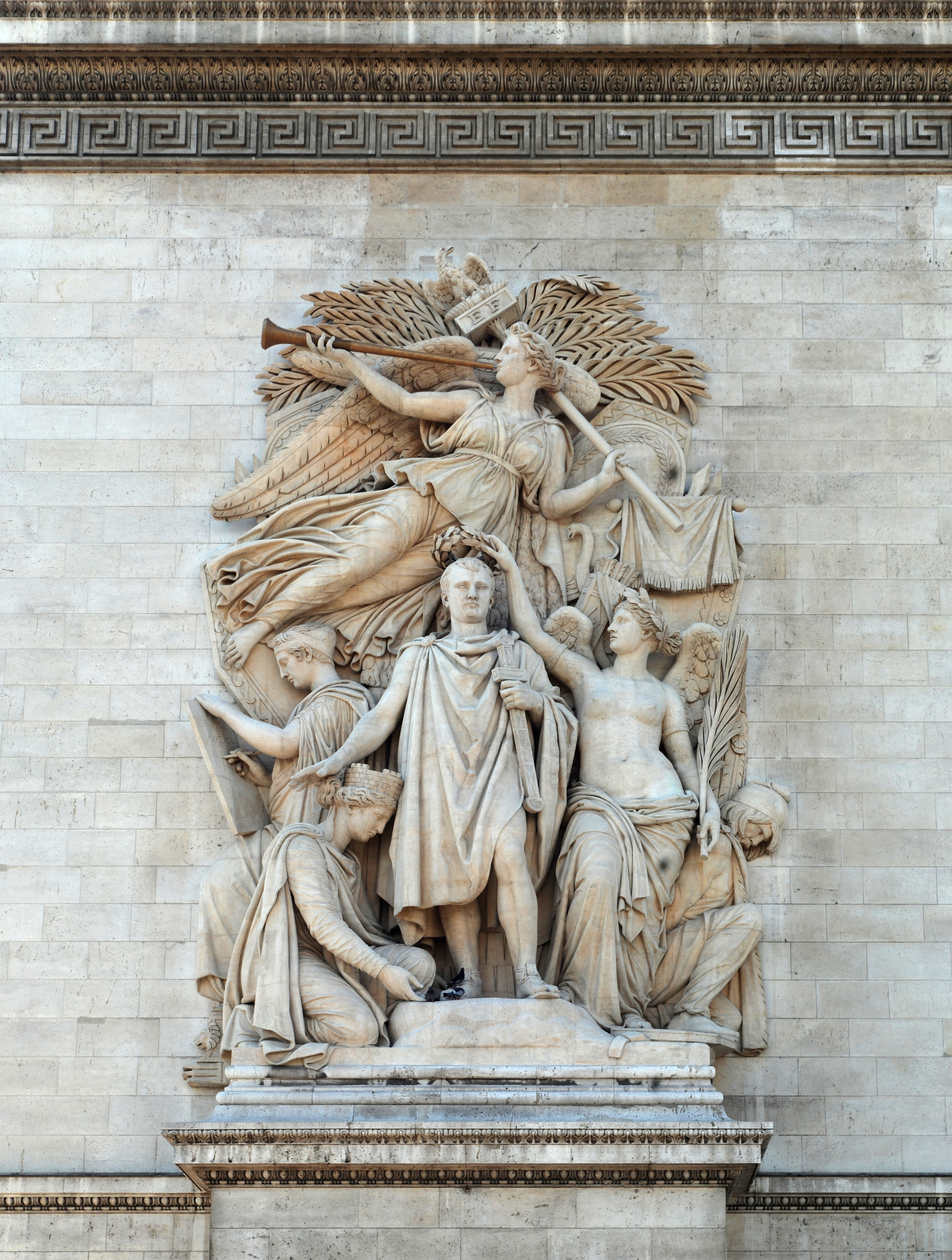
انتصار عام 1810
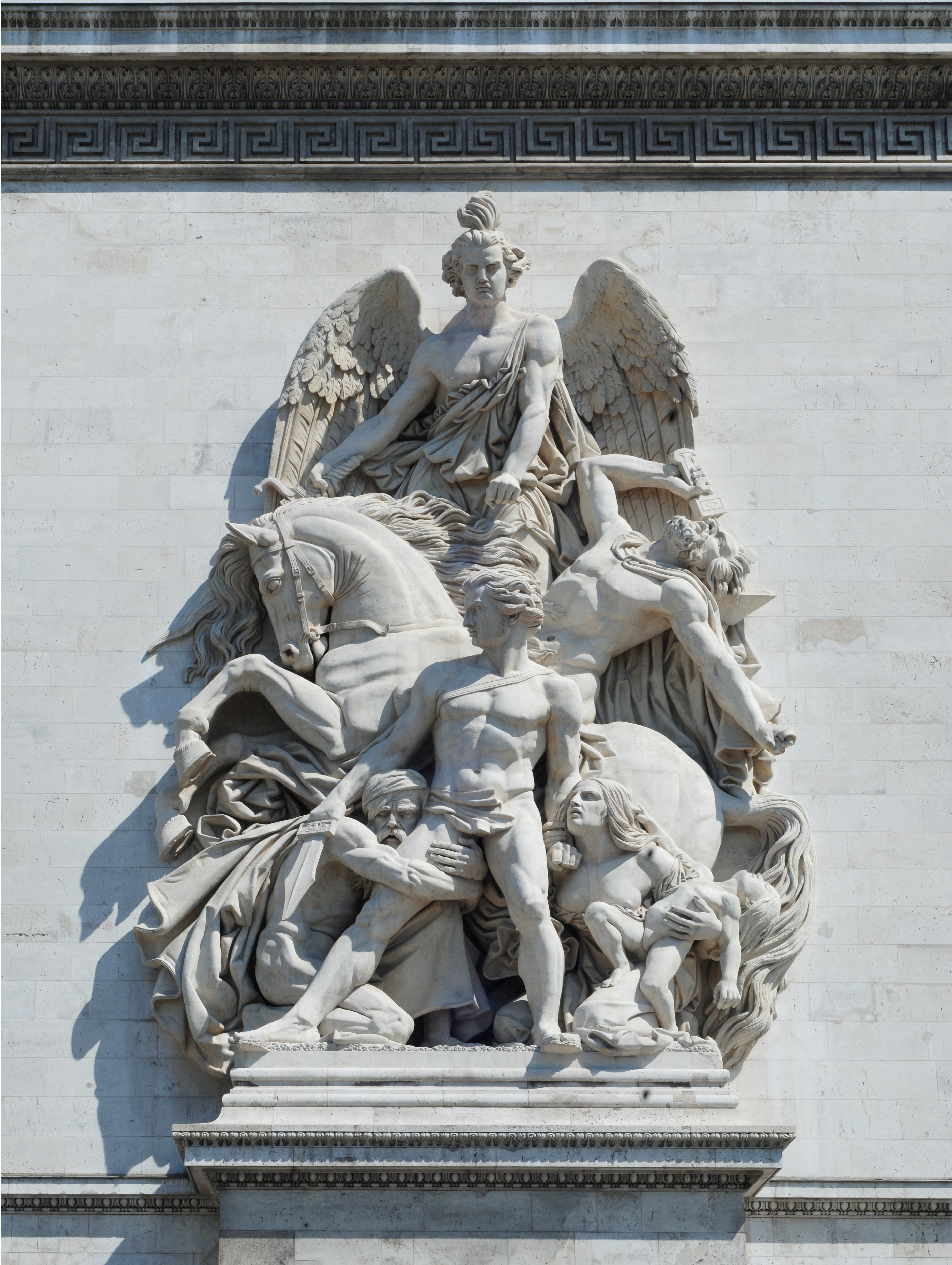
المقاومة عام 1814
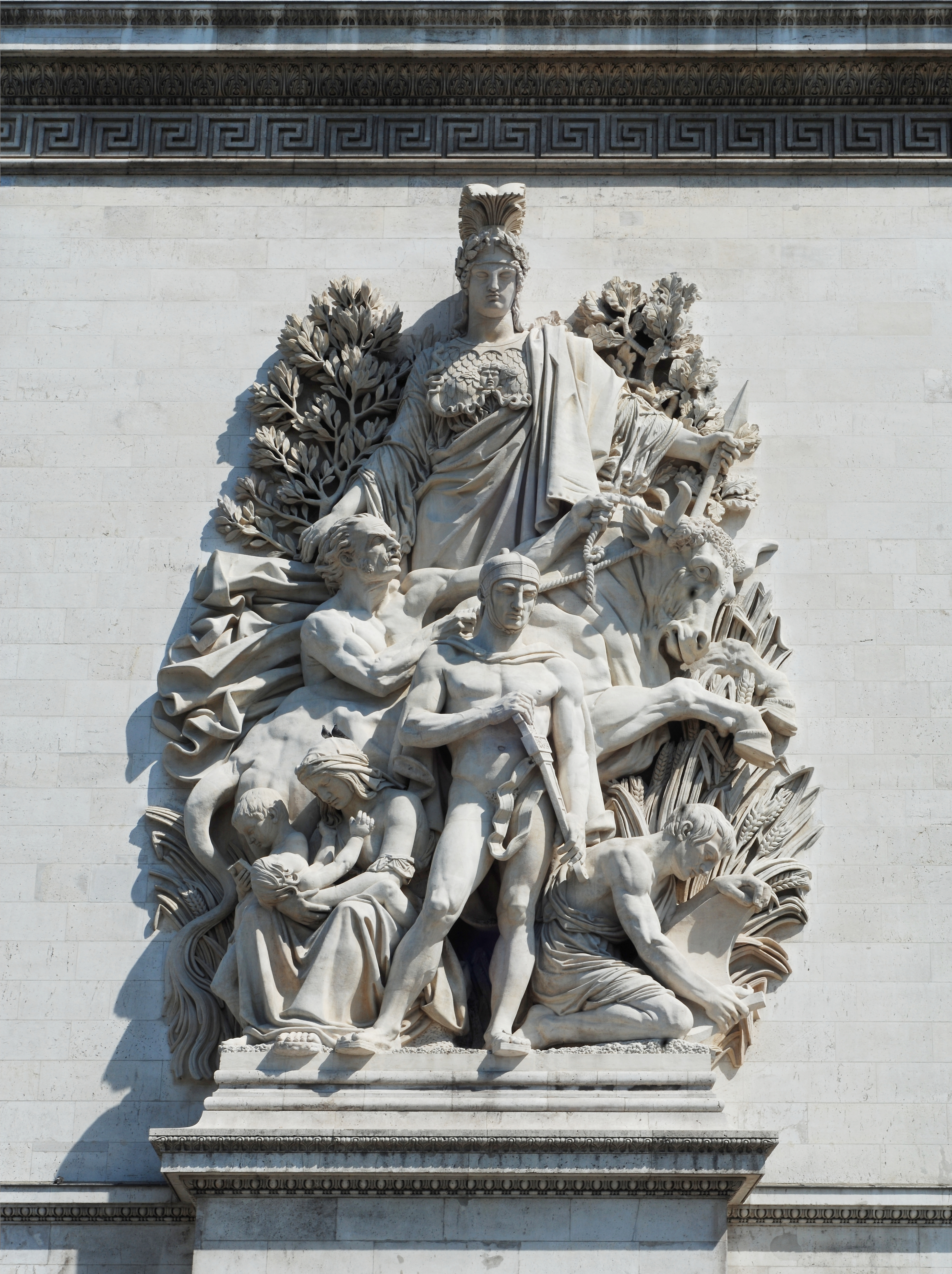
السلام عام 1815

## معرض صور

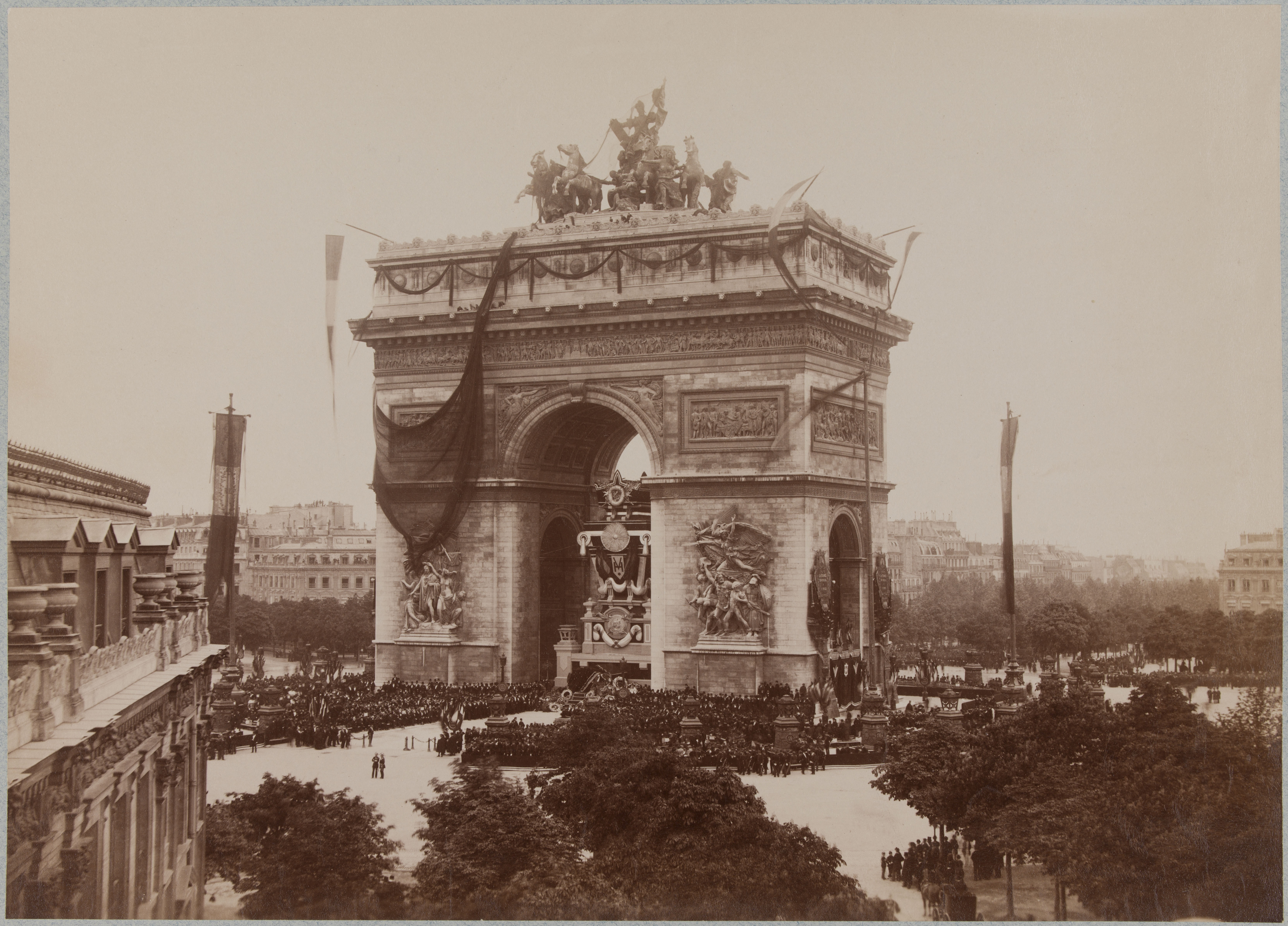
جنازة فيكتور هيغو في 31 حزيران 1885 تحت قوس النصر
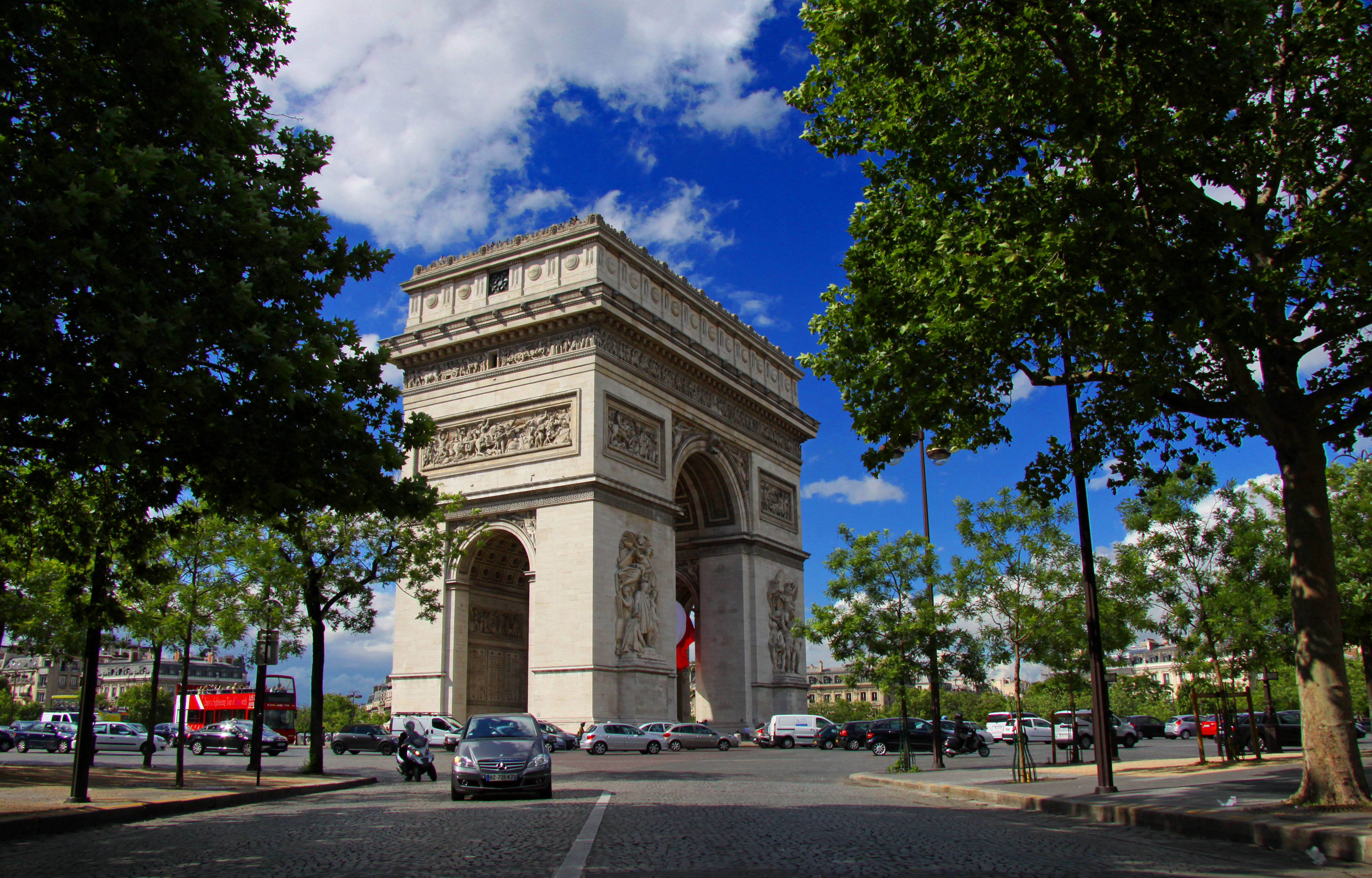
قوس النصر
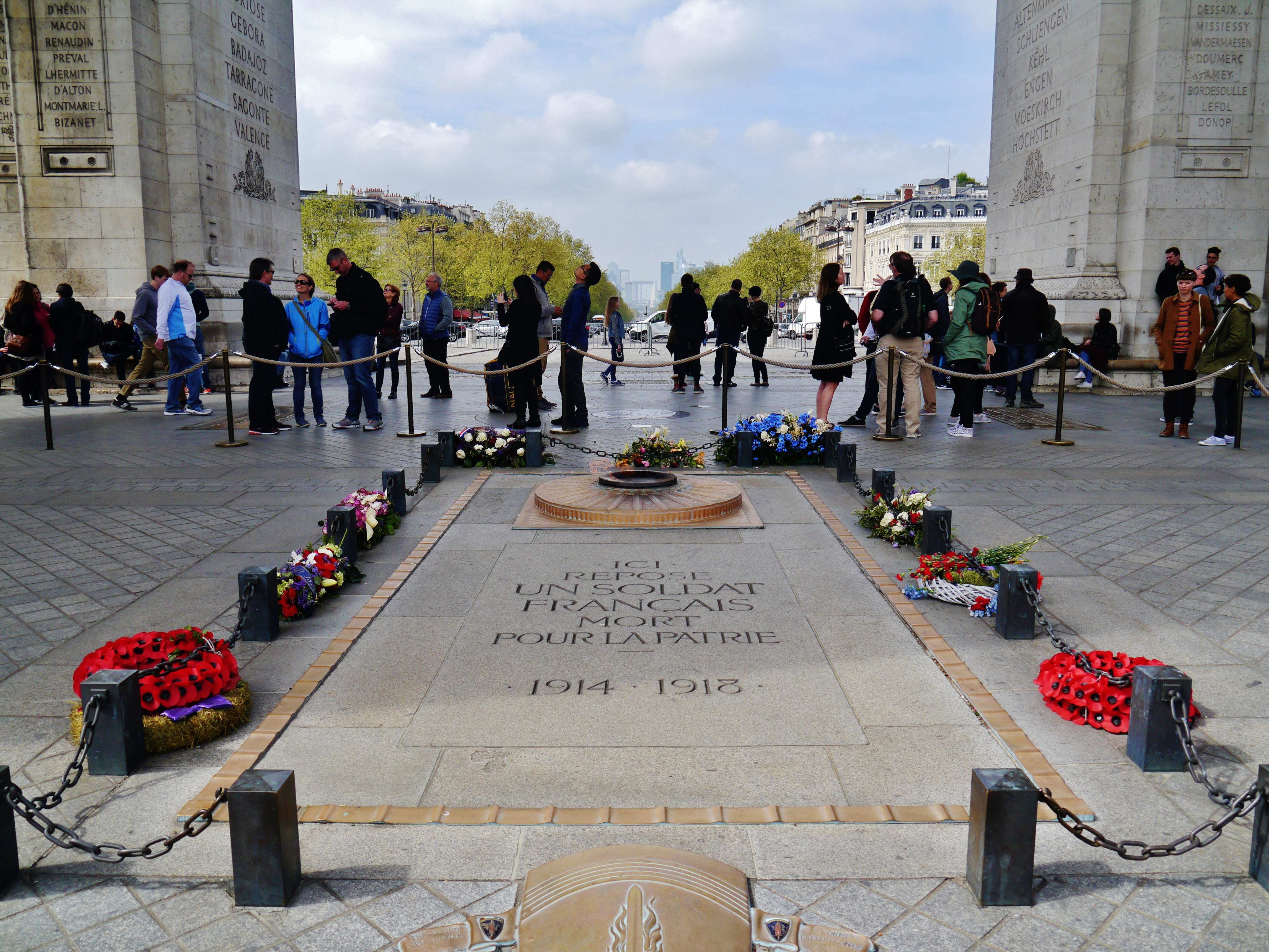
قبر الجندي المجهول
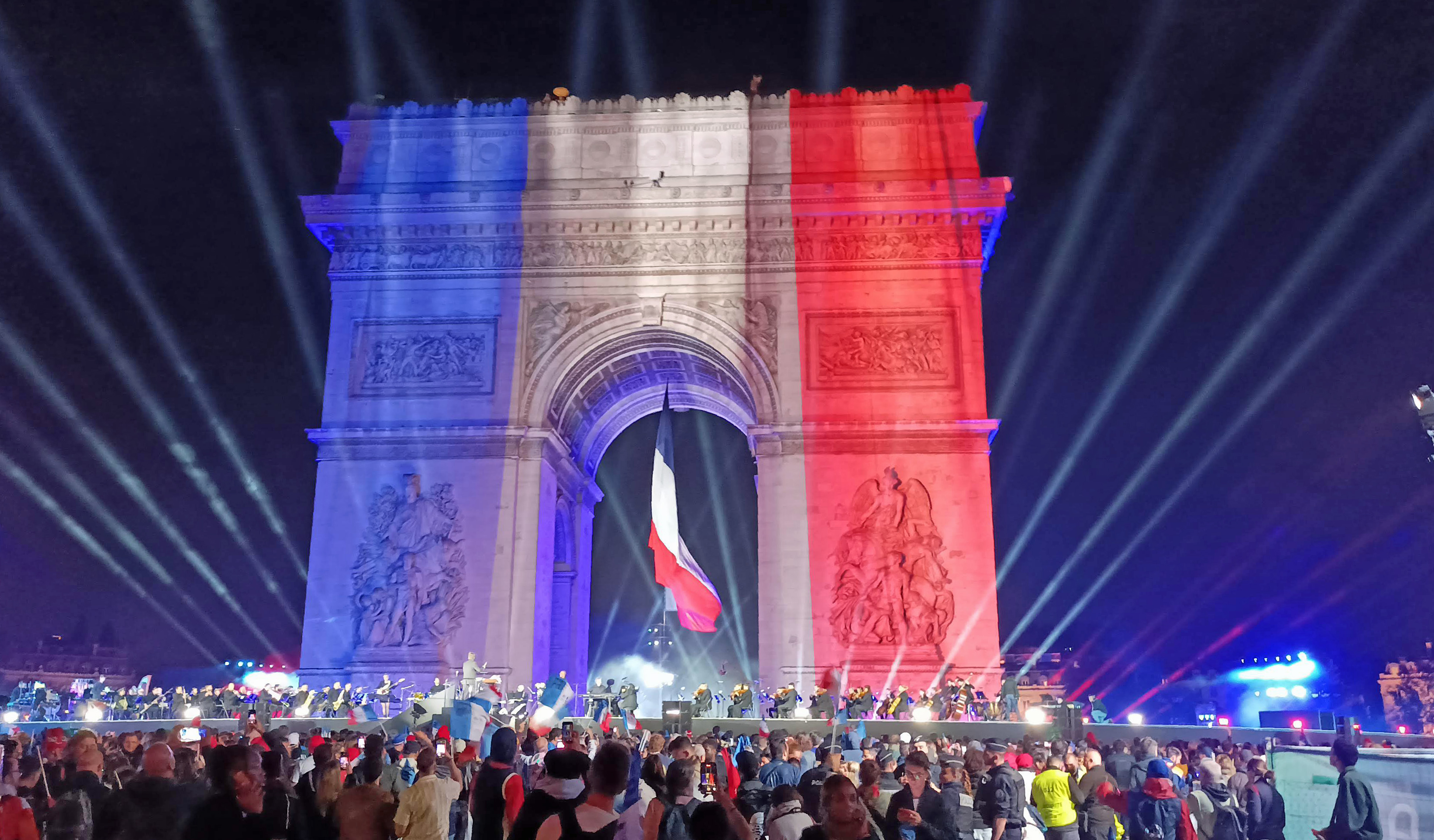
الألعاب الأولمبية الصيفية 2024